# Ла-Барр-ан-Уш
Ла-Барр-ан-Уш (фр. La Barre-en-Ouche) — колишній муніципалітет у Франції, у регіоні Нормандія, департамент Ер. Населення — 1011 осіб (2011).
Муніципалітет був розташований на відстані близько 125 км на захід від Парижа, 65 км на південний захід від Руана, 37 км на захід від Евре.

## Історія
До 2015 року муніципалітет перебував у складі регіону Верхня Нормандія. Від 1 січня 2016 року належав до нового об'єднаного регіону Нормандія.
1 січня 2016 року Ла-Барр-ан-Уш, Ажу, Боменій, Боск-Рену-ан-Уш, Епіне, Жизе-ла-Кудр, Гутьєр, Граншен, Жонкре-де-Ліве, Ландперез, Ла-Русьєр, Сент-Обен-де-Е, Сент-Обен-ле-Гішар, Сент-Маргерит-ан-Уш, Сен-П'єрр-дю-Меній i Тевре було об'єднано в новий муніципалітет Мені-ан-Уш.

## Демографія
Динаміка населення (INSEE ):
Розподіл населення за віком та статтю (2006):
| Стать | Всього | До 15 років | 15-24 | 25-44 | 45-64 | 65-85 | Понад 85 |
| --- | ------ | ----------- | ----- | ----- | ----- | ----- | -------- |
| Чоловіки | 433    | 93          | 44    | 127   | 80    | 81    | 8        |
| Жінки | 463    | 85          | 40    | 123   | 102   | 105   | 8        |
| \| Статево-вікова піраміда \| Статево-вікова піраміда \| Статево-вікова піраміда \| \| ----------------------- \| ----------------------- \| ----------------------- \| \| Чоловіки \| Вік \| Жінки \| \| 8 \| 85 + \| 8 \| \| 16 \| 80-84 \| 20 \| \| 20 \| 75-79 \| 24 \| \| 8 \| 70-74 \| 37 \| \| 37 \| 65-69 \| 24 \| \| 28 \| 60-64 \| 24 \| \| 24 \| 55-59 \| 33 \| \| 16 \| 50-54 \| 16 \| \| 12 \| 45-49 \| 29 \| \| 37 \| 40-44 \| 16 \| \| 33 \| 35-39 \| 37 \| \| 24 \| 30-34 \| 37 \| \| 33 \| 25-29 \| 33 \| \| 24 \| 20-24 \| 16 \| \| 20 \| 15-20 \| 24 \| \| 24 \| 10-14 \| 37 \| \| 20 \| 5-9 \| 20 \| \| 49 \| 0-4 \| 28 \| |        |             |       |       |       |       |          |
| Статево-вікова піраміда |        |             |       |       |       |       |          |
| Чоловіки | Вік    | Жінки       |       |       |       |       |          |
| 8 | 85 +   | 8           |       |       |       |       |          |
| 16 | 80-84  | 20          |       |       |       |       |          |
| 20 | 75-79  | 24          |       |       |       |       |          |
| 8 | 70-74  | 37          |       |       |       |       |          |
| 37 | 65-69  | 24          |       |       |       |       |          |
| 28 | 60-64  | 24          |       |       |       |       |          |
| 24 | 55-59  | 33          |       |       |       |       |          |
| 16 | 50-54  | 16          |       |       |       |       |          |
| 12 | 45-49  | 29          |       |       |       |       |          |
| 37 | 40-44  | 16          |       |       |       |       |          |
| 33 | 35-39  | 37          |       |       |       |       |          |
| 24 | 30-34  | 37          |       |       |       |       |          |
| 33 | 25-29  | 33          |       |       |       |       |          |
| 24 | 20-24  | 16          |       |       |       |       |          |
| 20 | 15-20  | 24          |       |       |       |       |          |
| 24 | 10-14  | 37          |       |       |       |       |          |
| 20 | 5-9    | 20          |       |       |       |       |          |
| 49 | 0-4    | 28          |       |       |       |       |          |

## Економіка
2010 року серед 568 осіб працездатного віку (15—64 років) 400 були активними, 168 — неактивними (показник активності 70,4%, у 1999 році було 67,6%). З 400 активних мешканців працювали 344 особи (183 чоловіки та 161 жінка), безробітними було 56 (31 чоловік та 25 жінок). Серед 168 неактивних 32 особи були учнями чи студентами, 62 — пенсіонерами, 74 були неактивними з інших причин.

У 2010 році в муніципалітеті числилось 411 оподаткованих домогосподарств, у яких проживали 905,0 особи, медіана доходів виносила 15 191 євро на одного особоспоживача